# Melanostachya
Melanostachya  es un género monotípico de plantas herbáceas perteneciente a la familia Restionaceae. Su única especie: Melanostachya ustulata (F.Muell. ex Ewart & Sharman) B.G.Briggs & L.A.S.Johnson, Telopea 7: 362 (1998), es originaria del sudoeste de Australia.

## Sinonimia
- Restio ustulatus F.Muell. ex Ewart & Sharman, Proc. Roy. Soc. Victoria, n.s., 28: 237 (1916).[1]